# Théorème d'arrêt de Doob
Le théorème d'arrêt de Doob est un résultat important en théorie des probabilités : il permet, par exemple, d'obtenir des renseignements, parfois explicites, sur la loi des temps d'atteinte.  Le théorème d'arrêt de Doob est dû à Joseph Leo Doob.

## Énoncé
On considère un processus stochastique {\displaystyle X=(X_{t})_{t\in \mathbb {N} }}.
Théorème — 
(a) Supposons que  X est une surmartingale, et que  T  est un temps d'arrêt. Alors, dès que l'un des 3 ensembles d'hypothèses ci-dessous est satisfait : 
(i) T est borné (i.e. il existe un entier N tel que, pour presque tout tout ω,  {\displaystyle T(\omega )\leq N}) ;
(ii) X est borné (i.e. il existe un réel K   tel que, pour tout n et presque tout ω,  {\displaystyle |X_{n}(\omega )|\leq K}) et, de plus, T est presque sûrement fini;
(iii) T est intégrable, et il existe un réel K tel que pour tout n et presque tout ω,
il suit que XT est intégrable, et que
(b) Si n'importe lequel parmi les 3 ensembles de conditions  (i)  ... (iii) est satisfait et si X est une martingale, alors 